# Géographie du Groenland
Le Groenland, plus vaste île du monde, est situé entre la mer de Lincoln au nord, la baie de Baffin et le détroit de Davis à l'ouest, la mer du Groenland à l'est et l'océan Atlantique Nord au sud-est, au nord-est du Canada et au nord-ouest de l'Islande.

## Mers environnantes
Le Groenland est bordé, dans le sens des aiguilles d'une montre et à partir du cap Farvel, point le plus au sud du Groenland :
- par la mer du Labrador, qui le sépare du Labrador sur une portion de parallèle d'environ 1 125 km de long sur 25 km de longueur méridienne,
- par le détroit de Davis, qui      le sépare du Sud de l'île de Baffin, plus grande île du Nunavut et du Canada,
- par la baie de Baffin, qui le sépare du Nord de l'île de Baffin et de l'île Devon. La baie comprend le détroit de Nares, qui sépare le Groenland de l'île d'Ellesmere, la terre la plus septentrionale du Nunavut et du Canada,
- par la mer de Lincoln, depuis le cap Bryant (82° 22′ 00″ N, 54° 58′ 00″ O) jusqu'au cap Morris Jesup, point le plus au nord du Groenland,
- par la mer du Groenland, qui le sépare du Spitzberg. Le Nordostrundingen, qui baigne cette mer, est le point le plus oriental du continent américain.
- par l'océan Atlantique, jusqu'au cap Farvel, point le plus au sud du Groenland. Au nord se trouve le détroit du Danemark qui sépare le Groenland de l'Islande.

## Points extrêmes
- Cap Farvel, point le plus au sud
- Cap Alexander, point le plus à l'ouest
- Cap Morris Jesup, point le plus au nord[1]
- Nordostrundingen, point le plus à l'est

## Intérieur
L'inlandsis groenlandais est épais de 3 km. Son poids écrase le substrat rocheux du Groenland au-dessous du niveau de la mer ; il est possible que le Groenland soit en réalité trois îles distinctes recouvertes d'une calotte polaire, mais la taille et la masse de cette dernière empêchent de le déterminer avec certitude.
Ilulissat, petit port de pêche de 4 000 habitants, se trouve à quelques kilomètres du Sermek Kujatdleq, le glacier le plus actif de l'Arctique, inscrit au patrimoine mondial de l'UNESCO. Il avance de vingt-cinq mètres par jour et reverse à la mer quelque 6,25 milliards de mètres cubes d'icebergs par an.
Le Groenland possède une frontière terrestre avec le Canada sur l'ile Hans depuis 2022 et la fin de la guerre du whisky.
Son littoral est long de 44 087 km. Le climat est arctique à subarctique avec des étés frais et des hivers froids.
La population du Groenland a été estimée à 56 540 habitants en 2007. Environ 15 000 habitants habitent à Nuuk, la capitale.
Quant à sa population ethnique, elle est à 88 % inuit et à 12 % européenne (plus souvent des Danois).

## Superficie
Au total : 2 175 600 km2

Superficie de l'île :
2 175 600 km2 (341 700 km2 de terre et 1 833 900 km2 recouverts de glace) (est.)
Zones maritimes :

Zones de pêche : 200 milles marin (soit 370,4 km)

Mers : 3 milles marin (soit 5,6 km)

## Galerie d'images

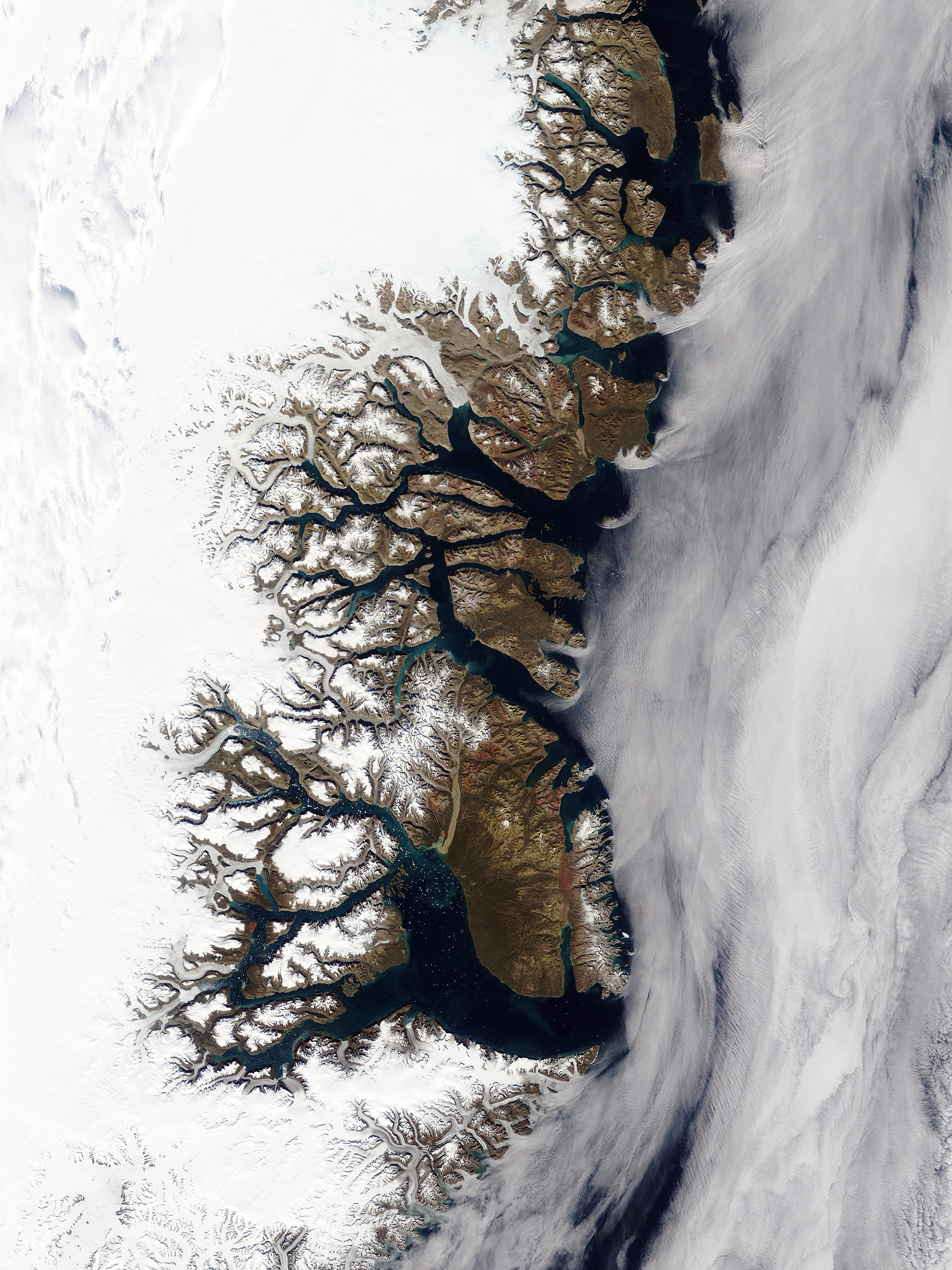
La surface de la côte est du Groenland, représentant ses nombreux fjords.
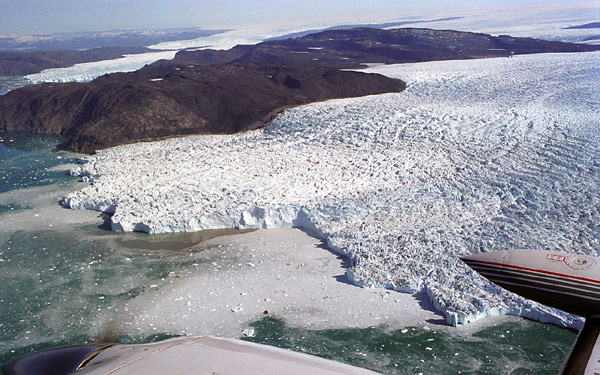
Le glacier Sermeq Kujatdlek Glacier sur la côte ouest du Groenland.
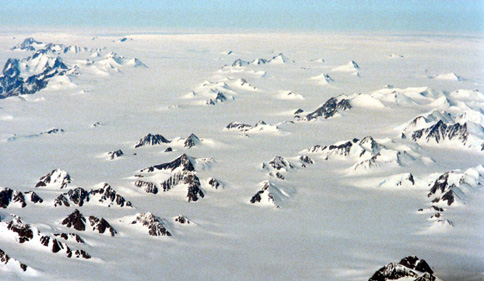
Les montagnes Nunatak sur la côte est du Groenland.
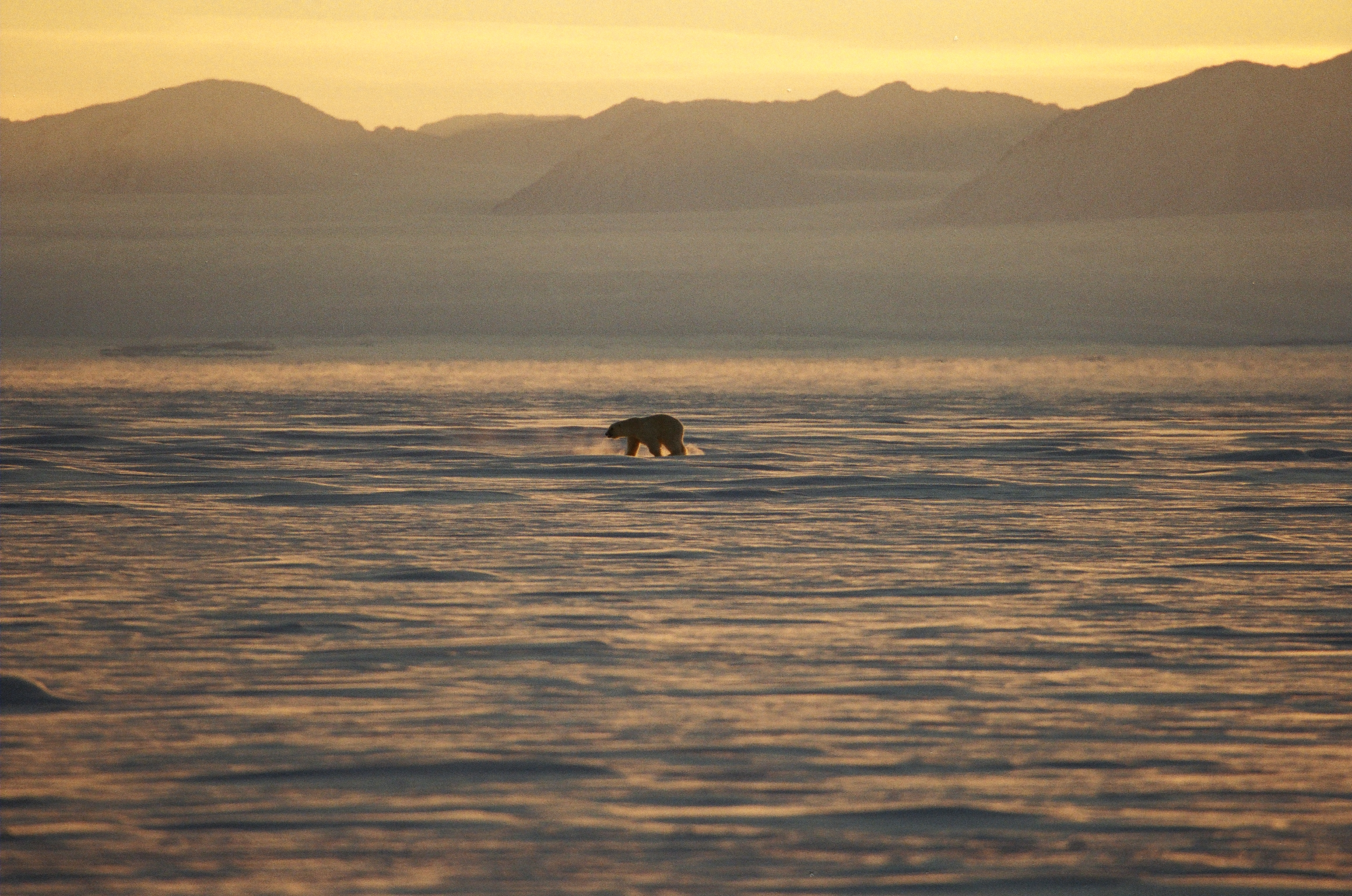
Un ours polaire sur la côte est du Groenland.
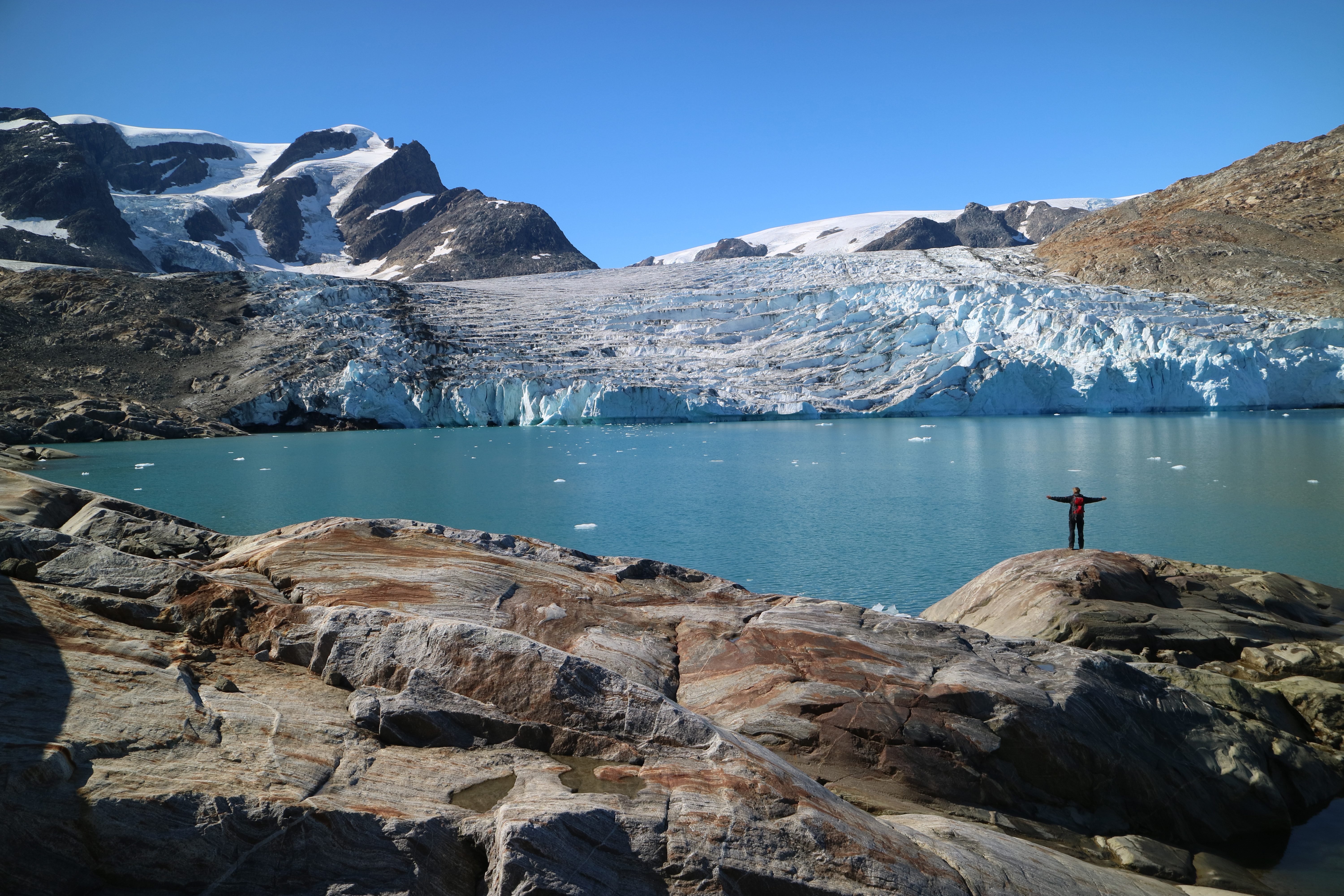
Le glacier Hann, dans le fjord Johan Petersens (août 2016)